# 宇佐高田医師会病院
宇佐高田医師会病院（うさたかだいしかいびょういん）は、大分県宇佐市大字南宇佐にある、一般社団法人宇佐市医師会が運営する病院。大分県北部の中核的な医療機関のひとつである。

## 診療科目
- 呼吸器内科
- 循環器内科
- 消化器内科
- 外科
- 腎臓内科
- 血液内科

## 指定・認定
- 第2次救急指定医療機関
- 災害拠点病院
- へき地医療拠点病院
- 第二種感染症指定医療機関
- 大分県HIV診療協力病院
- 大分県重症難病患者医療ネットワーク基幹協力病院
- 協力型臨床研修病院
- 循環器専門医研修関連施設
- 日本呼吸器内視鏡学会専門医制度関連認定施設
- 肝疾患診療協力医療機関
- マンモグラフィ画像認定施設
- NST稼動施設認定病院

## 沿革
- 1981年（昭和56年）4月1日 - 開設（内科・外科・理学診療科、100床）。
- 1983年（昭和58年）6月 - 増床（106床）。
- 1990年（平成2年）5月 - 成人病検診センター併設。
- 2001年（平成13年）4月 - 感染症病棟4床増床（計110床）。

## アクセス
- JR九州日豊本線宇佐駅下車、大分交通バスの飛永、四日市、中津駅行きに乗車し伏田停留所にて下車（乗車時間約10分）、徒歩約5分。